# Seunadynastie
De Seunadynastie of Yadavadynastie was van de 12e tot 14e eeuw een koninklijke dynastie van heersers over Maharashtra in het westen van India.
De Yadava's waren oorspronkelijk ondergeschikt aan de Chalukya's maar werden aan het begin van de 12e eeuw onafhankelijk, wat een splitsing van het Chalukyarijk betekende. De splitsing verliep langs de taalgrens: de Yadava's heesten over het Marathisprekend gebied en de Chalukya's over gebieden waar men Telugu of Kannada sprak. De Yadava's namen dan ook direct het Marathi aan als officiële taal.
Er kwam een einde aan de onafhankelijkheid van de dynastie door de verovering van de hoofdstad Devagiri in 1307 door de sultan van Delhi, Alauddin Khalji.